# XVIII. Armee-Korps (Deutsches Kaiserreich)
Das XVIII. Armee-Korps war ein Großverband der Preußischen Armee von 1899 bis 1919.

## Geschichte
Das Korps wurde am 1. April 1899 errichtet und hatte sein Generalkommando in Frankfurt am Main. Es war zunächst der III. Armee-Inspektion, ab 1912 der VII. Armee-Inspektion unterstellt und umfasste das Großherzogtum Hessen-Darmstadt, den südlichen Teilen der Provinzen Hessen-Nassau sowie Wetzlar und Arnsberg.

### Erster Weltkrieg
Im August 1914 stand das XVIII. Armee-Korps unter dem Kommandierenden General von Schenck mit 21. und 25. Infanterie-Division im Verband der 4. Armee unter Herzog Albrecht von Württemberg an der Westfront und stieß durch Luxemburg in die Ardennen vor. Im Zentrum der Armee eingesetzt, stieß das Korps während der Schlacht bei Neufchâteau am 22. August 1914 über Villance auf Maissin vor. Der Herzog von Württemberg erschien in Libramont im Hauptquartier des Generals von Schenck und beharrte auf einer Hilfsleistung des XVIII. Armee-Korps zugunsten des südlicher bei Neufchâteau stark bedrängten XVIII. Reserve-Korps. Obwohl selbst auf ganzer Front gefesselt, musste General Schenck das Abschwenken seiner linken Flügeldivision, der 21. Infanterie-Division auf Betrix zusagen. Die 25. Infanterie-Division traf währenddessen auf den Höhen südlich Maissin auf einen starken französischen Gegenstoß, dadurch wurde die 21. Infanterie-Division bei ihren Linksabmarsch auf Bertrix stark behindert. Die Schlacht wurde nach dem frühzeitigen Abbruch des Kampfes durch die Franzosen siegreich beendet. Nach der Schlacht an der Marne, wo das Korps über Vouziers am rechten Flügel des XVIII. Reserve-Korps parallel nach Süden vorging, verlegte es in den Abschnitt der 2. Armee, wo es im Raum südöstlich von Berry-au-Bac an der Schlacht an der Aisne teilnahm. Im Oktober 1914 verlegte das Korps infolge des Wettlaufes zum Meer in den Raum Roye-Nesle und ging in den Stellungskrieg über.
Anfang 1916 wurde das Korps der 5. Armee überstellt und beteiligte sich an der Offensive gegen Verdun. Am 21. Februar 1916 stand es im Zentrum des Angriffes und griff gegen das Dorf Beaumont und den Caureswald an. Rechts griff das VII. Reserve-Korps gegen Südwestrand des Haumont-Waldes und links das III. Armee-Korps gegen das Dorf und den Wald von Soumazannes an. Bis zum 24. Februar nahm das XVIII. Korps Beaumont ein, im weiteren Verlauf wurden die Dörfer Samogneux, Brabant, Wavrille, Herbebois, die Höhe 344, das Vaux-Kreuz und die Wälder Caures, Chaume und Wavrille genommen. Am 7. April 1916 erfolgte eine Umgruppierung im Hauptangriffsfeld der Schlacht um Verdun: Das XVIII. Korps trat bis 9. April mit der 21. und 25. Infanterie-Division anstelle der abzulösenden 58. Infanterie-Division im Raum südlich Douaumont, das X. Reserve-Korps (Kosch) wurde außer der 113. Infanterie-Division auch die 19. Reserve-Division unterstellt. Das XVIII. Korps nahm seine neue Stellung an der Linie Vaux-Tal – Werk von Bezonvaux – Dörfer Spincourt und Joppecourt zwischen dem V. Reserve-Korps und dem X. Reserve-Korps ein.
Mitte September 1916 kam das Korps zur 1. Armee und kämpfte in der Schlacht an der Somme. Ende September 1916 machte der Verband das bayerische I. Reserve-Korps bei Bauchavesnes am nördlichen Sommeufer frei. Es war gegenüber dem französischen 5. und 6. Korps angesetzt, an den beiden Flügel erhielt das Korpskommando zudem die 214. Infanterie-Division rechts, und die 217. Infanterie-Division links bis zur Somme bei Clery unterstellt. Schon zu Beginn des Oktobers 1916 wurden alle Verbände durch das V. Reserve-Korps (Garnier) wieder abgelöst. Wegen der schweren Verluste wurde das XVIII. Armee-Korps aus der Front herausgezogen und der Armeeabteilung Strantz zugeteilt. Nach Kämpfen an der Maas und bei St. Mihiel kam es, diesmal im Verband der 2. Armee, erneut an der Somme zum Einsatz und machte das Generalkommando XXIII. Reserve-Korps frei.
Am 24. Januar 1917 wurde General Viktor Albrecht Kommandierender General des XVIII. Armee-Korps. Im Juni 1917 verteidigten seine Truppen den Wytschaete-Bogen und waren zusammen mit dem IX. Reserve-Korps in der Schlacht von Messines involviert. Nach dem Höhepunkt der der Dritten Flandernschlacht wurde das XVIII. Armee-Korps zwischen 13. Oktober und 14. November 1917 als Gruppe „Dixmude“ bezeichnet. Danach verlegt und in Gruppe „Lewarde“ umbenannt, beteiligten sich die Truppen des XVIII. Armee-Korps in der Schlacht von Cambrai Anfang Dezember 1917 zwischen Fontaine-les-Croisilles bis Bellicourt an der deutschen Gegenoffensive. Während der deutschen Frühjahrsoffensive im März 1918 war das Korps der 17. Armee zugeteilt und beteiligte sich an der Durchbruchsschlacht von Monchy-Cambrai und am Vorstoß in Richtung auf Bapaume. Am Ende des Krieges stand das Korps im Rahmen der 17. Armee im Rückzugskampf auf die Hundingstellung und Valenciennes, unterstellt waren im Oktober 1918 die 6., 35. und 220. Infanterie-Division.

## Gliederung

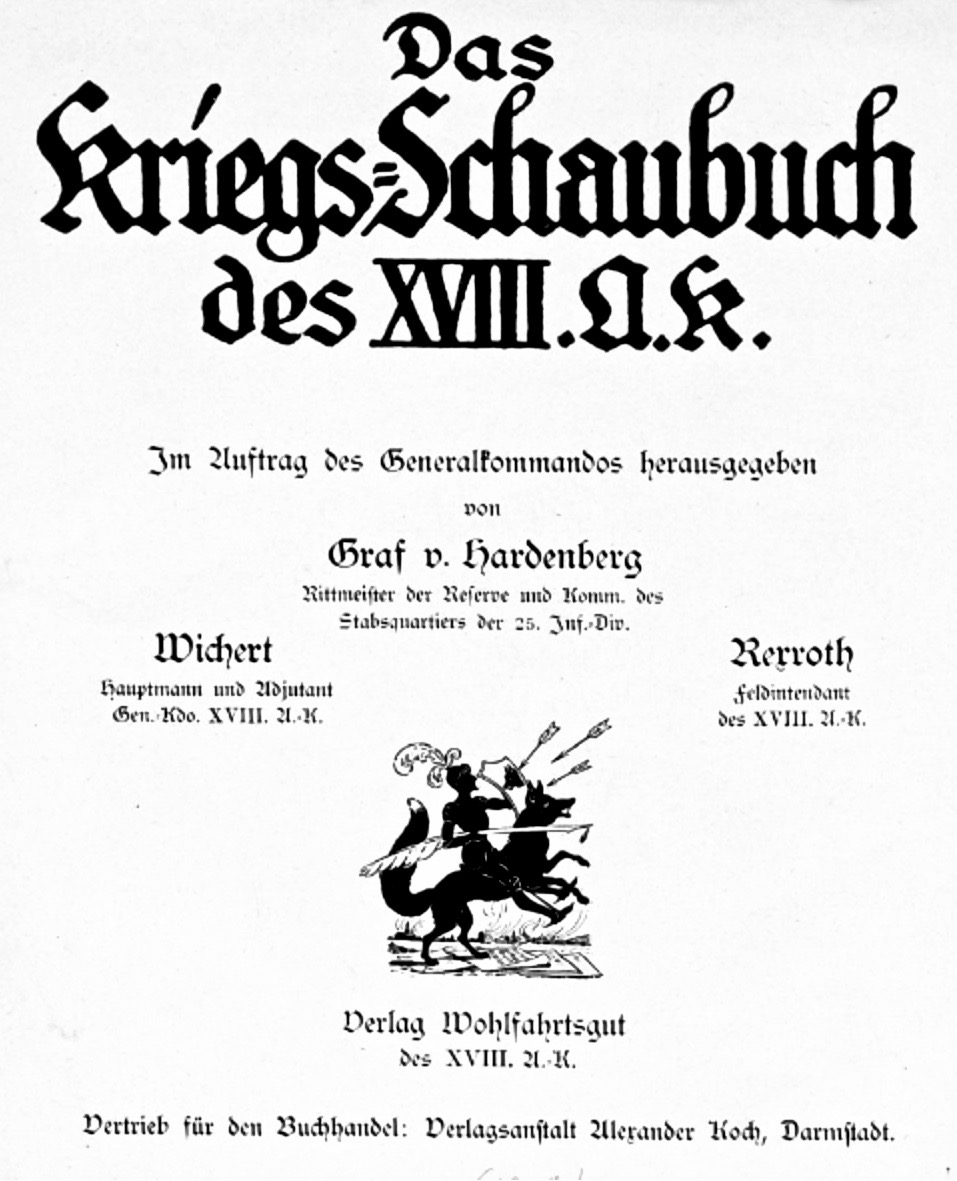
Kuno Graf von Hardenberg: Das Kriegs-Schaubuch des XVIII. A. K. 1918.

### Friedensgliederung 1914
- 21. Division in Frankfurt am Main
  - 41. Infanterie-Brigade in der Festung Mainz
  - 42. Infanterie-Brigade in Frankfurt am Main
  - 21. Kavallerie-Brigade in Frankfurt am Main
  - 21. Feldartillerie-Brigade in Frankfurt am Main
- Großherzoglich Hessische (25.) Division in Darmstadt
  - 49. Infanterie-Brigade (1. Großherzoglich Hessische) in Darmstadt
  - 50. Infanterie-Brigade (2. Großherzoglich Hessische) in Mainz
  - 25. Kavallerie-Brigade (Großherzoglich Hessische) in Darmstadt
  - 25. Feldartillerie-Brigade (Großherzoglich Hessische) in Darmstadt
- Großherzoglich Hessisches Train-Bataillon Nr. 18 in Darmstadt
- Großherzoglich Hessische Garde-Unteroffizier Kompanie

Beim Korps befinden sich:
- Festungs-Maschinengewehr-Abteilung Nr. 8
- Fußartillerie-Regiment „General-Feldzeugmeister“ (Brandenburgisches) Nr. 3 in Mainz
- Kommandeur der Pioniere XVIII. Armee-Korps
  - 1. Nassauisches Pionier-Bataillon Nr. 21 in Mainz-Kastel
  - 2. Nassauisches Pionier-Bataillon Nr. 25 in Mainz-Kastel
- Eisenbahn-Regiment Nr. 2
- Eisenbahn-Regiment Nr. 3

## Kommandierender General
| Dienstgrad             | Name                 | Datum                                  |
| ---------------------- | -------------------- | -------------------------------------- |
| General der Infanterie | Oskar von Lindequist | 25. März 1899 bis 30. April 1904       |
| General der Infanterie | Hermann von Eichhorn | 01. Mai 1904 bis 12. September 1912    |
| General der Infanterie | Dedo von Schenck     | 13. September 1912 bis 20. Januar 1917 |
| Generalleutnant        | Viktor Albrecht      | 21. Januar 1917 bis 26. August 1918    |
| Generalleutnant        | Günther von Etzel    | 27. August 1918 bis 9. April 1919      |
| Generalleutnant        | Ernst von Hoeppner   | 10. April bis 30. September 1919       |